# Синяя-Криница
Синяя-Криница — гидрологический заказник местного значения, расположенный на юго-востоке п.г.т. Свесса.

## География
На территории заказника находится криница, в которой одно временно бьют более 100 ключей.

## Природа
Климат заказника умеренно континентальный. В заказнике растут лиственные и хвойные деревья. Фауна заказника представлена следующими видами: дикий кабан, заяц, лисица, белка, косуля .